# مورا ميرفي
مورا ميرفي (بالإنجليزية: Maura Murphy)‏ هي كاتبة سير ذاتية أيرلندية، ولدت في 6 سبتمبر 1928، وتوفيت في 5 أكتوبر 2005.